# Sharief Ishaak
Mohammad Sharief Ishaak (circa 1937/1938 - 31 oktober 2022) was een Surinaams zanger, nieuwslezer en komiek. Hij had een hit met If corruptie no bon de (Als er geen corruptie was geweest) en stond bekend om zijn moppen in het Sarnami Hindustani.

## Biografie
Sharief Ishaak was een broer van de radiopresentator Shabier Ishaak en de omroepeigenaar Sadiek Ishaak.
Hij bouwde zijn bekendheid op in Suriname als nieuwslezer in het Hindi, Urdu en Sarnami. Zijn nieuwsuitzendingen sloot hij af met een latifa (mop), waarmee hij een trouwe luisterschare opbouwde.
Als zanger kwam hij met zelfgeschreven nummers in de stijl baithak gana. In 1976 had hij een hit met If corruptie no bon de (Als er geen corruptie was geweest). Ook tijdens zijn optredens bracht hij de luisteraars aan het lachen met moppen.
Ishaak verhuisde later naar Nederland, waar hij actief bleef in zijn vak. Hier werd hij onderscheiden als Ridder in de Orde van Oranje-Nassau. Het Yaadgaar Orchestra bracht op 4 juni 2023 in het Anthony Nesty Stadion in Paramaribo een ode aan Ishaak en andere musici die in het Sarnami zongen.